# تشارلي ووكر
تشارلي ووكر (بالإنجليزية: Charlie Walker)‏ (14 مايو 1911 نوتنغهام المملكة المتحدة - 7 مايو 1990) هو لاعب كرة قدم بريطاني.